# Psophodes olivaceus
Psophodes olivaceus là một loài chim trong họ Psophodidae.